# Pollock (Luizjana)
Pollock – miasto w Stanach Zjednoczonych, w stanie Luizjana, w parafii Grant.